# Ciel (entreprise)
Pour les articles homonymes, voir Ciel (homonymie).
CIEL est un groupe d’investissement international mauricien, côté sur la bourse de l'Île Maurice.
Le Groupe fait ses débuts en 1912 dans le secteur de l'agriculture, puis se développe dans les principaux secteurs de l'économie mauricienne avant de devenir un groupe international. En 2014, à la suite de la fusion de l'une de ses sociétés d'investissement, CIEL Investment Ltd, dans la société holding du Groupe, Deep River Investment Ltd, le groupe est rebaptisé CIEL Limited. Cette année-là, CIEL acquiert une partie du capital dans la Banque nationale de l'industrie auparavant détenu par le Crédit lyonnais.
Avec une capitalisation boursière d'environ 10,5 milliards de ´roupies mauriciennes au 30 juin 2019 et un chiffre d’affaires de 24,21 milliards de roupies mauriciennes pour les 12 mois au 30 juin 2019,. Au 30 Juin 2023, le Groupe CIEL affiche un résultat net de Rs. 4,3 milliards et un chiffre d’affaires de Rs. 35,4 milliards, en hausse de 24 % par rapport à l’année précédente.
Le Groupe emploie environ 33 000 personnes qui sont déployées à Maurice ainsi que dans des pays émergents comme le Madagascar, le Bangladesh, l'Inde et la Tanzanie. Il a une présence accrue en Afrique de l'est à travers ses activités financières et de services de santé.

## Gouvernance
Son CEO actuel est Guillaume Dalais. Entré en poste depuis le 1er juillet 2024, il est le successeur de Jean-Pierre Dalais à cette position. Ce dernier reste au conseil d'administration en tant que vice-président.